# Yttre borgen
Yttre borgen är en ö i Åland (Finland). Den ligger i Ålands hav eller Bottenhavet och i kommunen Hammarland i landskapet Åland, i den sydvästra delen av landet. Ön ligger omkring 42 kilometer nordväst om Mariehamn och omkring 310 kilometer väster om Helsingfors.
Öns area är 2,7 hektar och dess största längd är 280 meter i nord-sydlig riktning.